# Hårslinga
Hårslinga (Myriophyllum alterniflorum) är en 
art i familjen slingeväxter med stort utbredningsområde i tempererade Eurasien,  Nordamerika, Kina, Centralasien och Ryssland.